# Psalm 67
Der 67. Psalm (nach griechischer Zählung der 66.) ist ein Psalm aus dem dritten Buch der Psalmen in der Bibel. Er ist der Gattung der Danklieder des Volkes zugehörig. 

## Struktur
Frank-Lothar Hossfeld und Erich Zenger schlagen folgende konzentrische Strukturierung des Psalms vor:
- Vers 2 f.: Segensbitte und universale Gotteserkenntnis
  - Vers 4: Kehrvers: Aufruf zum universalen Lobpreis
    - Vers 5: Begründung: Gott richtet die Erde

  - Vers 6: Kehrvers: Aufruf zum universalen Lobpreis
- Vers 7 f.: Ernte, Segensbitte und universale Gottesfurcht

## Auslegungsversuche
Die Methode der Auslegung hat für den Psalm verschiedene Wege eingeschlossen.

### Die historische Deutung
Die historische Deutung versucht den Psalm aufgrund eines geschichtlichen Ereignisses zu deuten. Mögliche hierfür vorgeschlagene Ereignisse sind: 
1. Die Belagerung Jerusalems unter Sanherib 701 v. Chr., von der im zweiten Buch der Könige (2 Kön 19 EU) und im Buch Jesaja (Jes 37 EU) berichtet wird
2. Der Sieg Judas über Seron in der Makkabäerzeit.[3] Davon wird im 1. Buch der Makkabäer berichtet (1 Makk 3,13-24 EU)

### Die kultische Deutung
Die kultische Auslegung versteht den Psalm im Zusammenhang des Festkultes. Diesen Festkult bestimmt Hermann Gunkel mit dem Erntefest (vgl. Vers 7). Die Erlangung der Nahrung sei früher der hauptsächliche Gegenstand des Dankes gewesen.

### Die eschatologische Deutung
Das eschatologische Verständnis möchte den ganzen Psalm als Weissagung auf endzeitliche Geschehnisse deuten.

## Kirchenmusikalische Rezeption
Im Lied Es wolle Gott uns gnädig sein aus dem Jahr 1524 bearbeitete Martin Luther das Thema des 67. Psalms.